# Félixfürdő

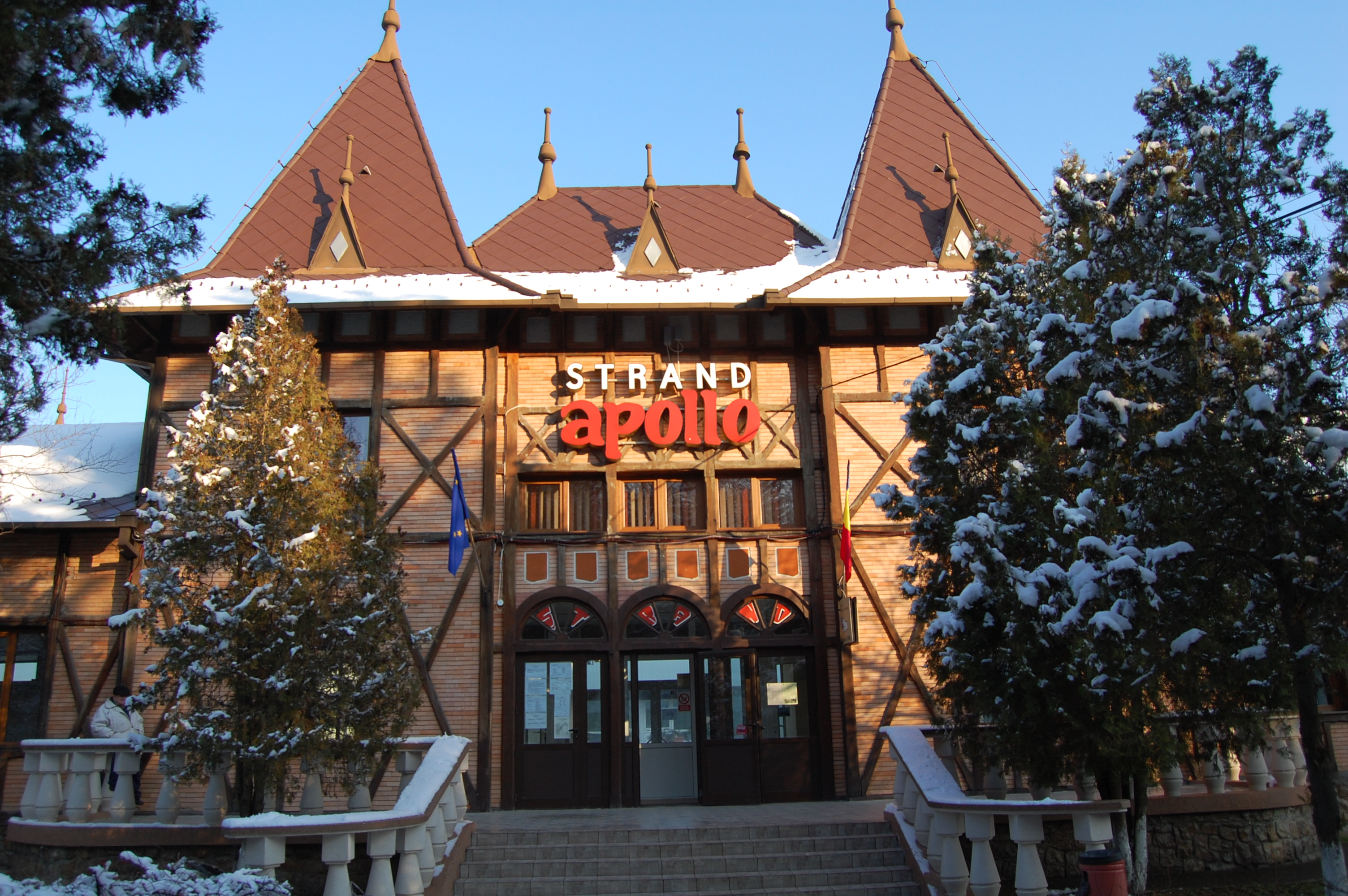

Félixfürdő (románul Băile Felix, illetve a kommunista rendszer éveiben – egy ideig – Băile Victoria, ill. 9 Mai németül Felixbad) üdülőhely Romániában, Bihar megyében. Nagyváradtól 8 km-re délre fekszik, közigazgatásilag Váradszentmártonhoz tartozik.

## Története
Félixfürdő, régi nevén Pecze-Szent-Márton valószínűleg az itteni Pecze-patakról kaphatta nevét. A települést egykor Villa Sancti Martininek, az itteni Félix-fürdőt pedig Szent Márton-fürdőnek nevezték. A település a várad-előhegyi prépostság ősi birtoka volt, majd pedig a Szent István káptalané. Az egykori Szent Márton település a mohácsi vész után teljesen elpusztult, az 1566 évi adóösszeíráskor itt mindössze két portát találtak. 1662-ben Szent Márton förödőbányája néven említik.
A települést csak 1716-ban állíttatta helyre és népesíttette be Helcher Félix premontrei kanonok, és a szomszédságában lévő Félix-fürdővel együtt a premontreieké lett. Róla kapta a település a mai nevét.
Az 1900-as évek elején a településen már állt egy, a premontreiek által épített nagyobb kastélyszerű épület is, és ekkor még egy régi kolostor alapfalai is láthatóak voltak.
Az itt feltörő vizet Európa leggazdagabb hévízforrásának tartották. Napi 17 millió liternél több 49 °C-os vizet adott. A mellette levő melegvizű tóban pedig megtalálható volt a Nymphaea thermalis nevű vízinövény (tavirózsa), mely a termálvizet is kedveli, s amelyet még a törökök honosítottak itt meg.
A fürdő vizét az 1800-1900-as években csúz, idült bőrkiütések, köszvény és aranyeres bántalmak ellen használták.
A trianoni békeszerződésig Bihar vármegye Központi járásához tartozott.
[forrás?]

## Látnivalók

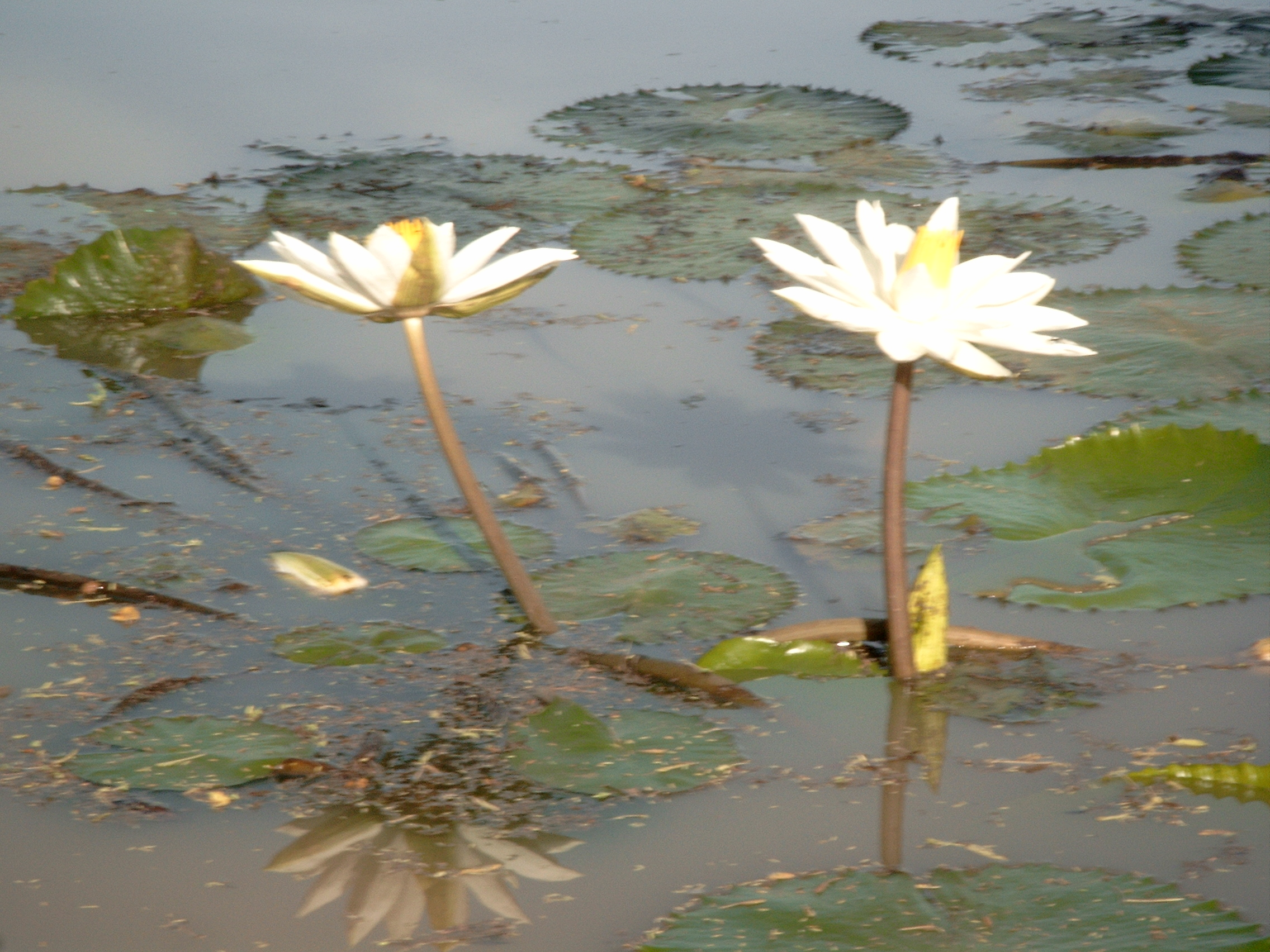
Nymphaea lotus thermalis (Tündérrózsa)

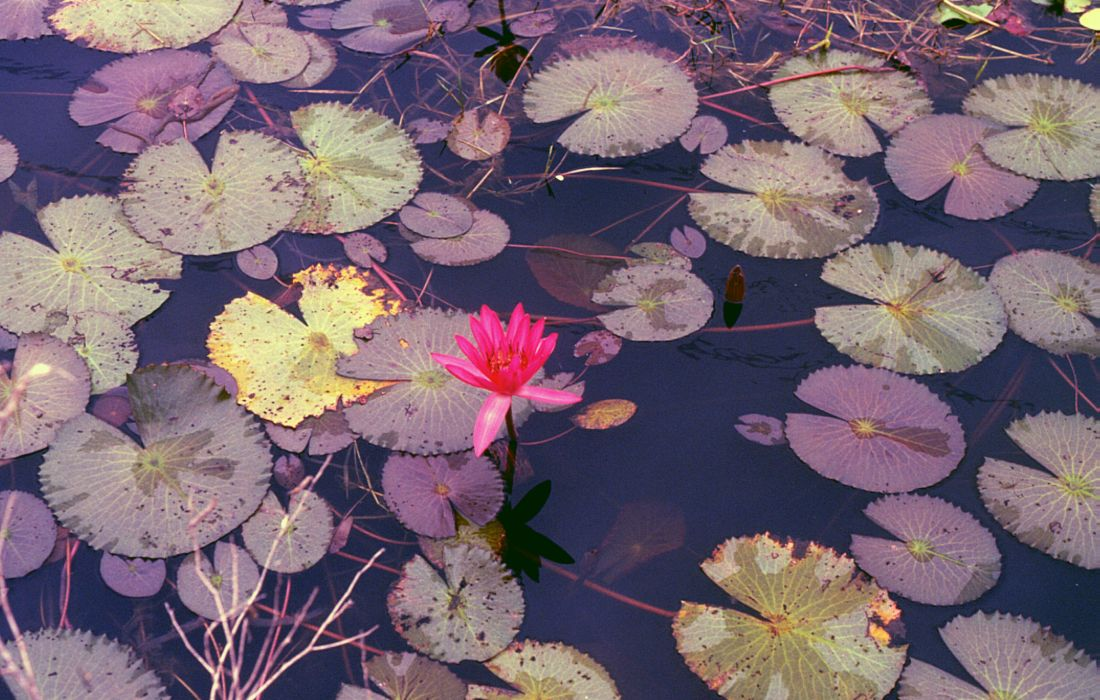
Tündérrózsa

- Kedvelt üdülőhely, fürdőhely, kénes, szén-dioxidos, nátriumos, káliumos gyógyvize van. Legnépszerűbb strandjai a Félix és az Apolló.
- Szent arkangyalok fatemplom[2]

## Galéria

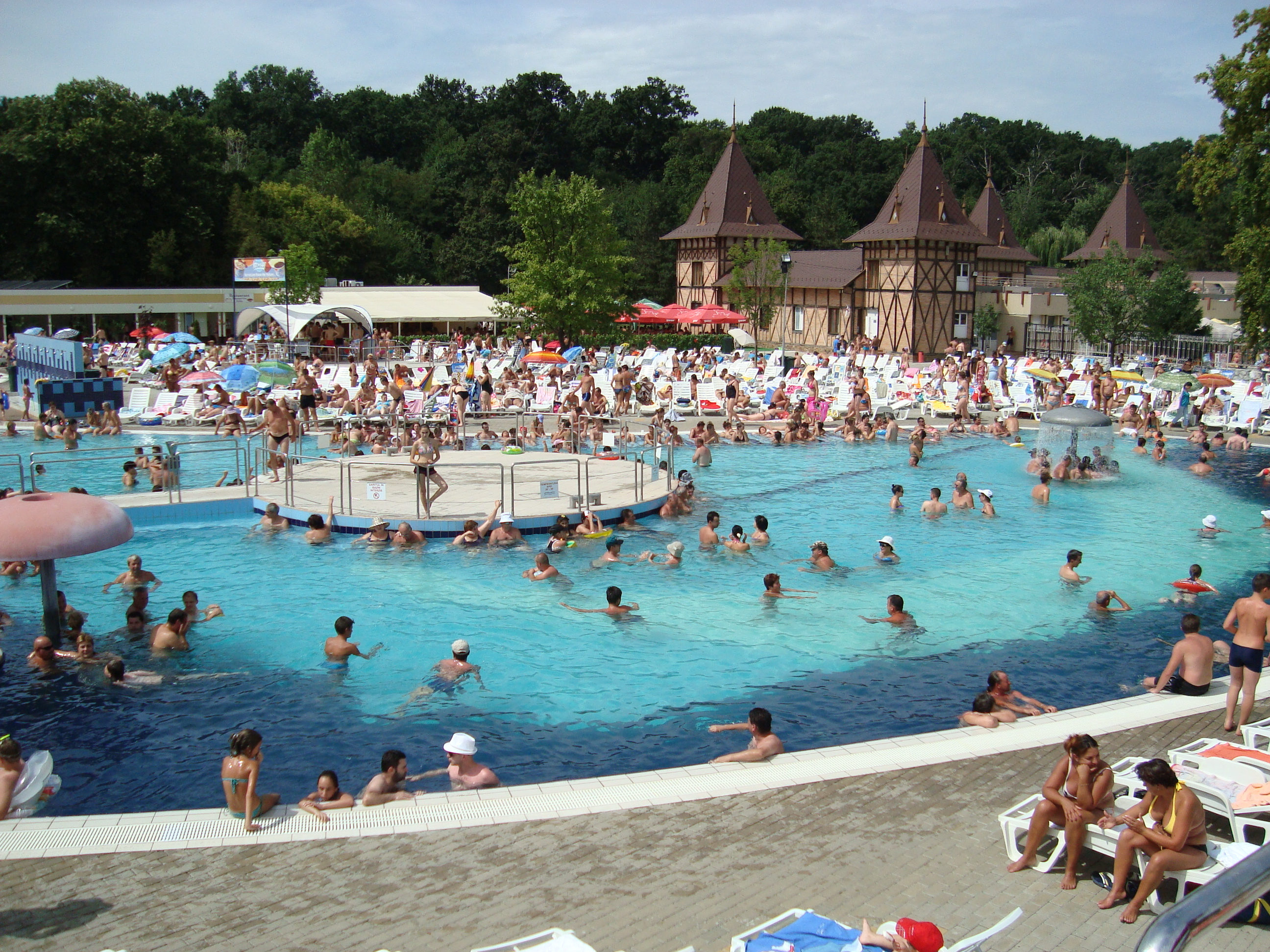
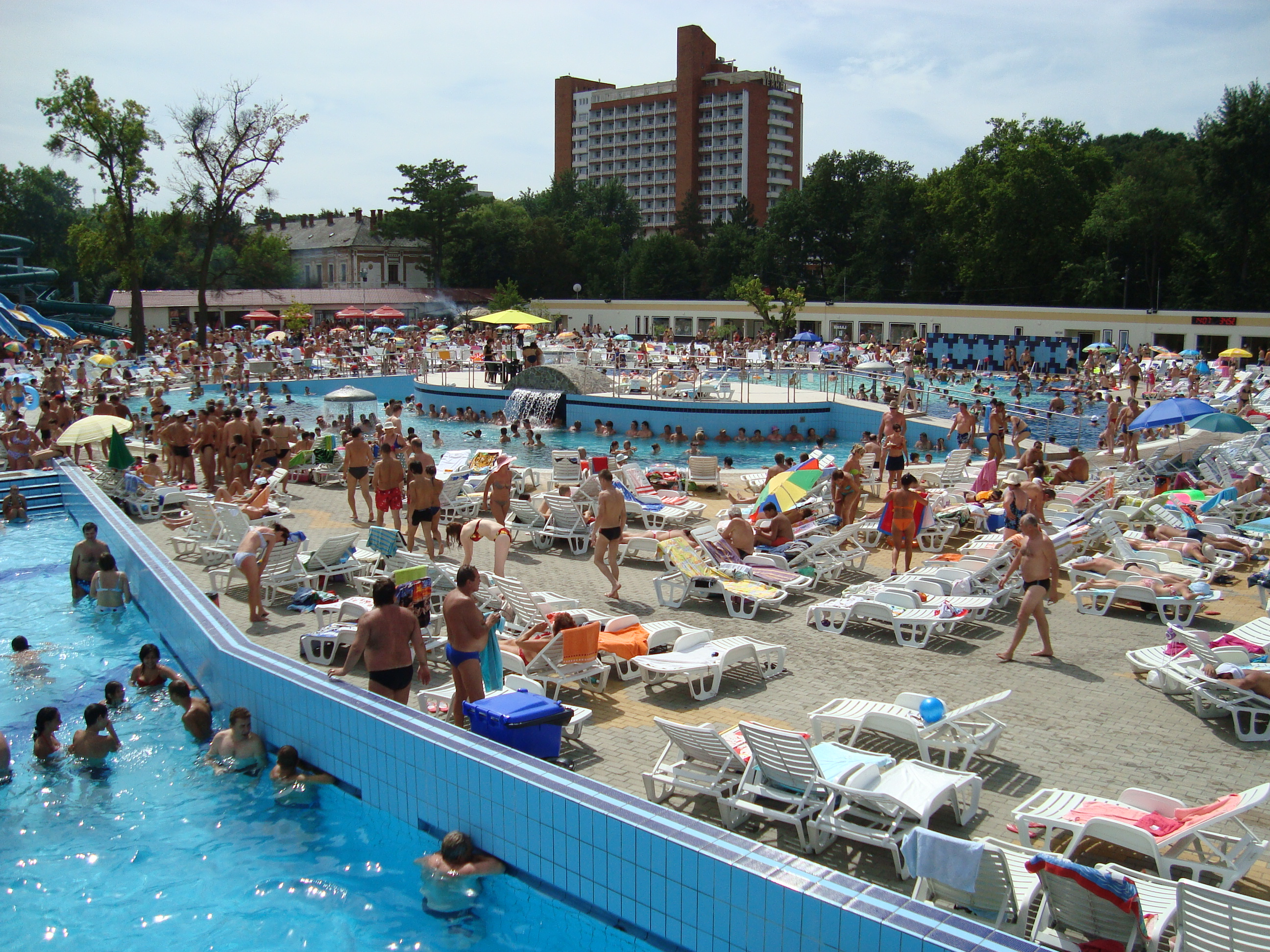
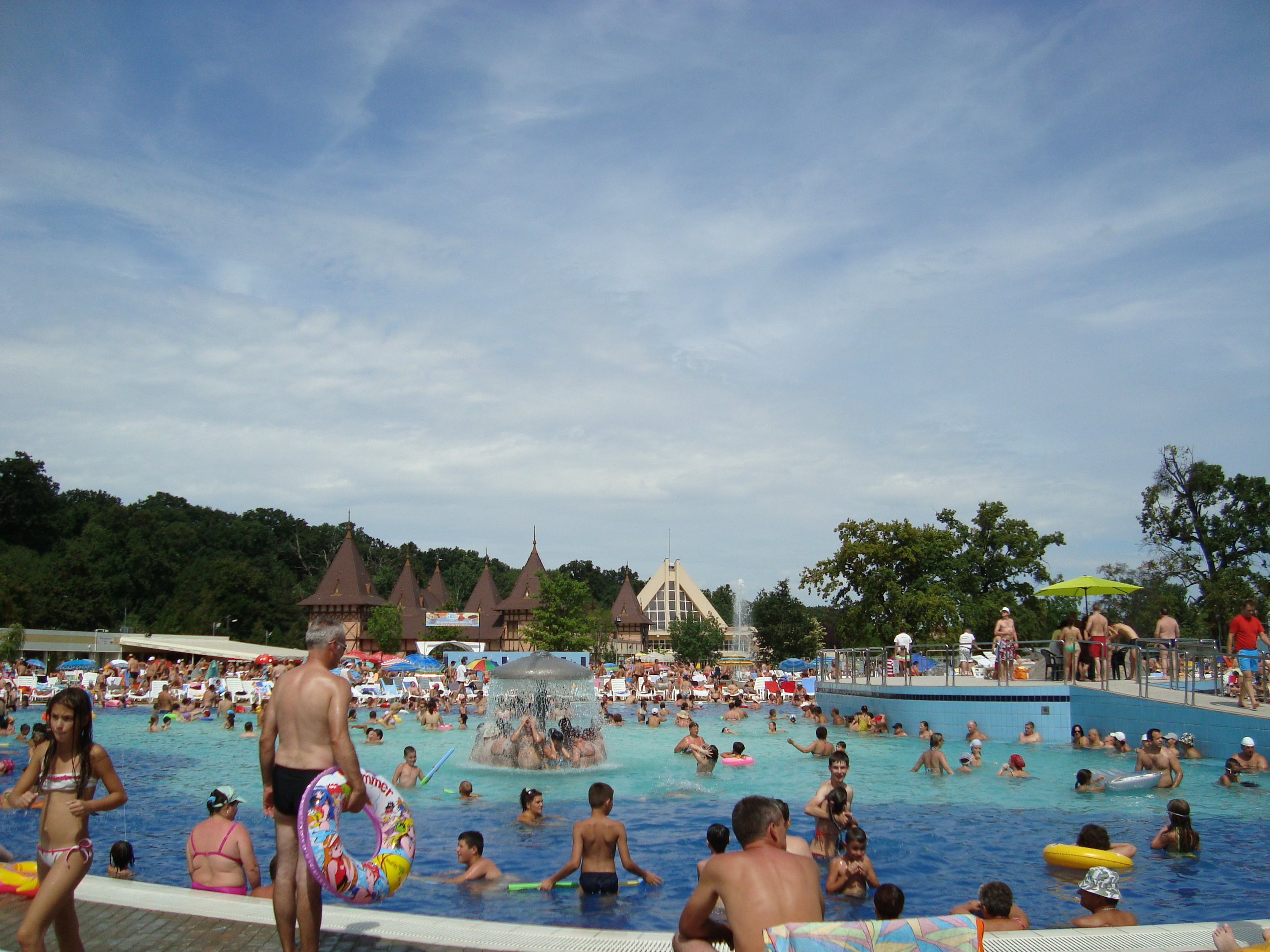
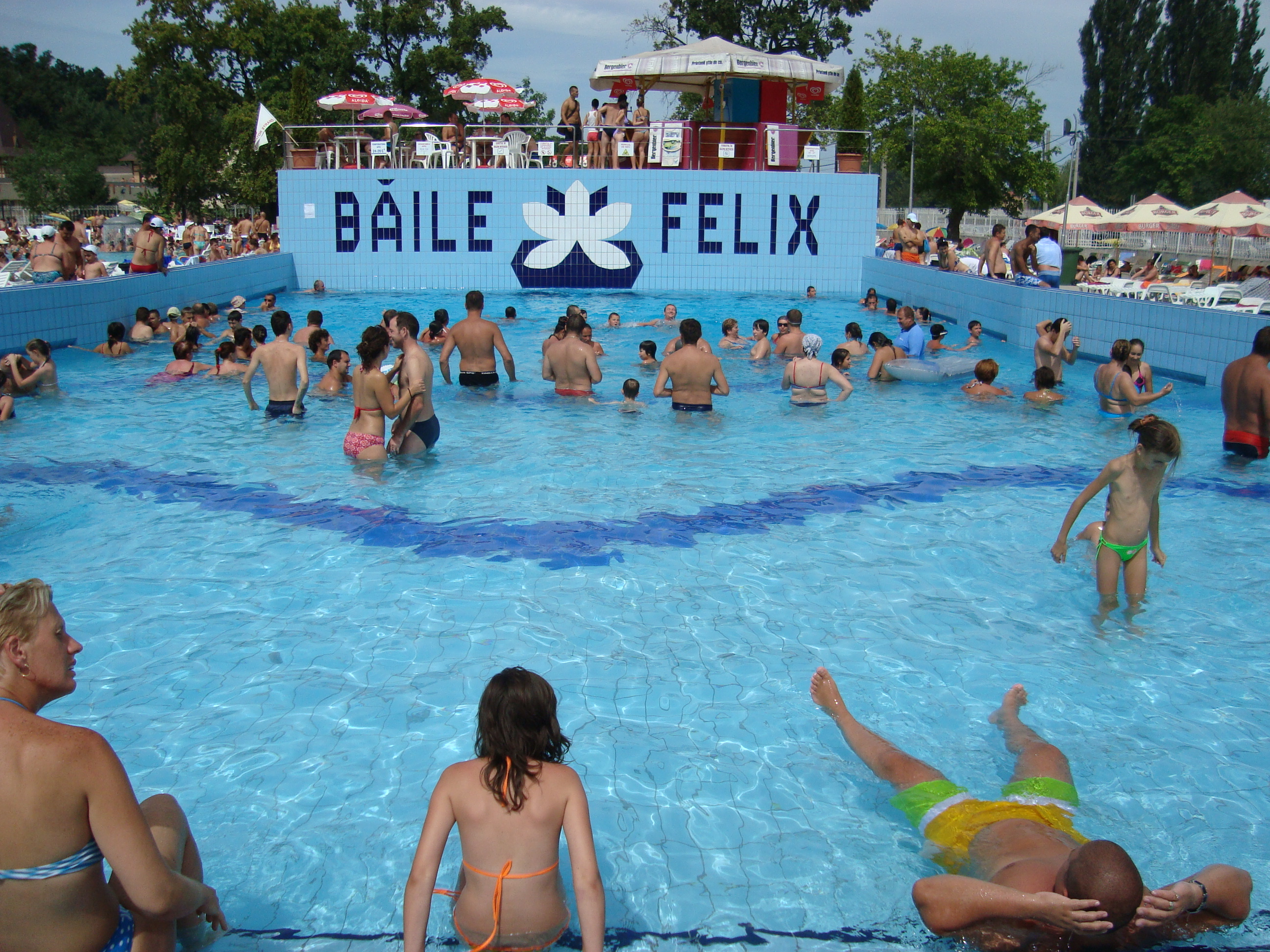
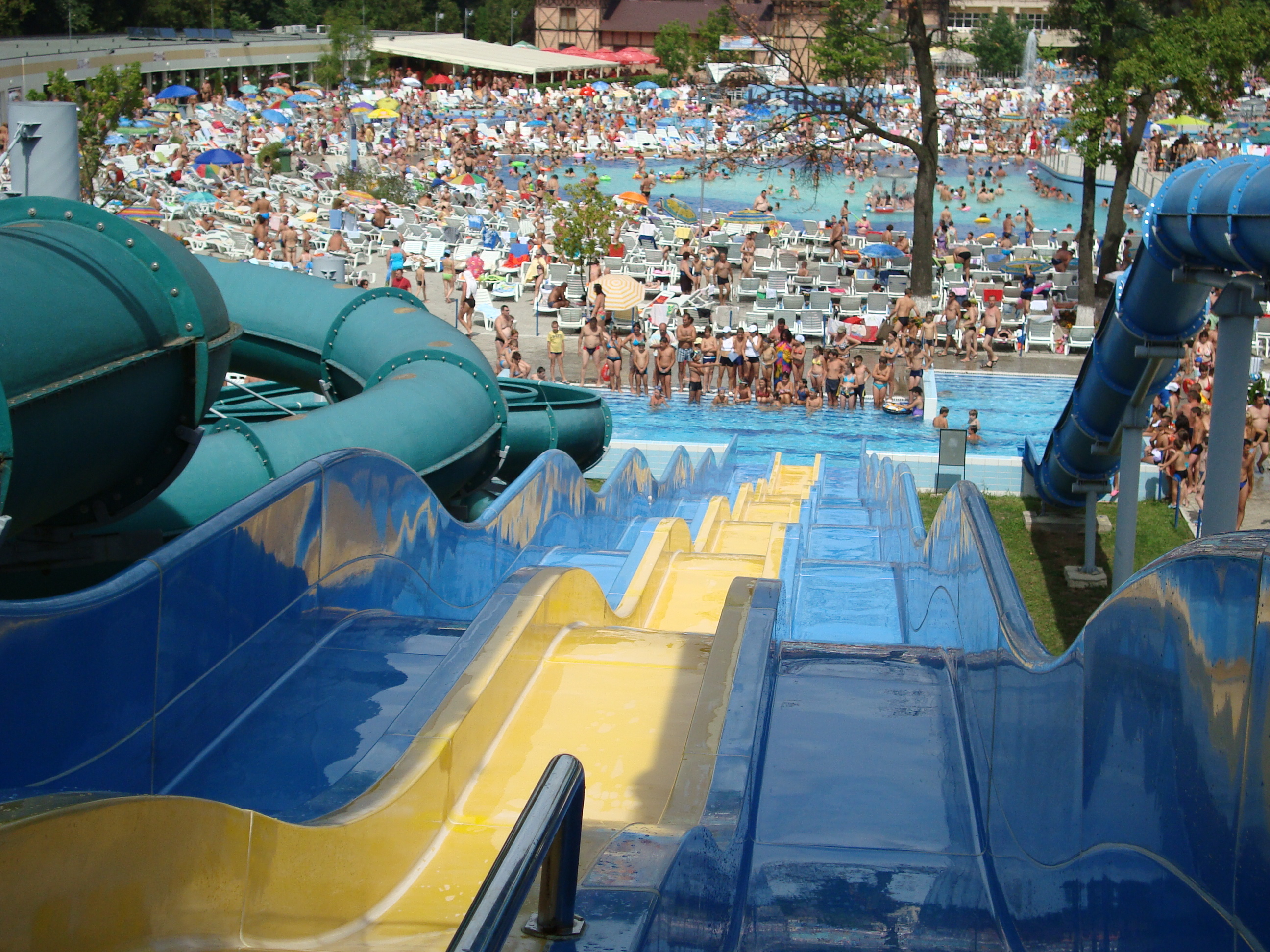
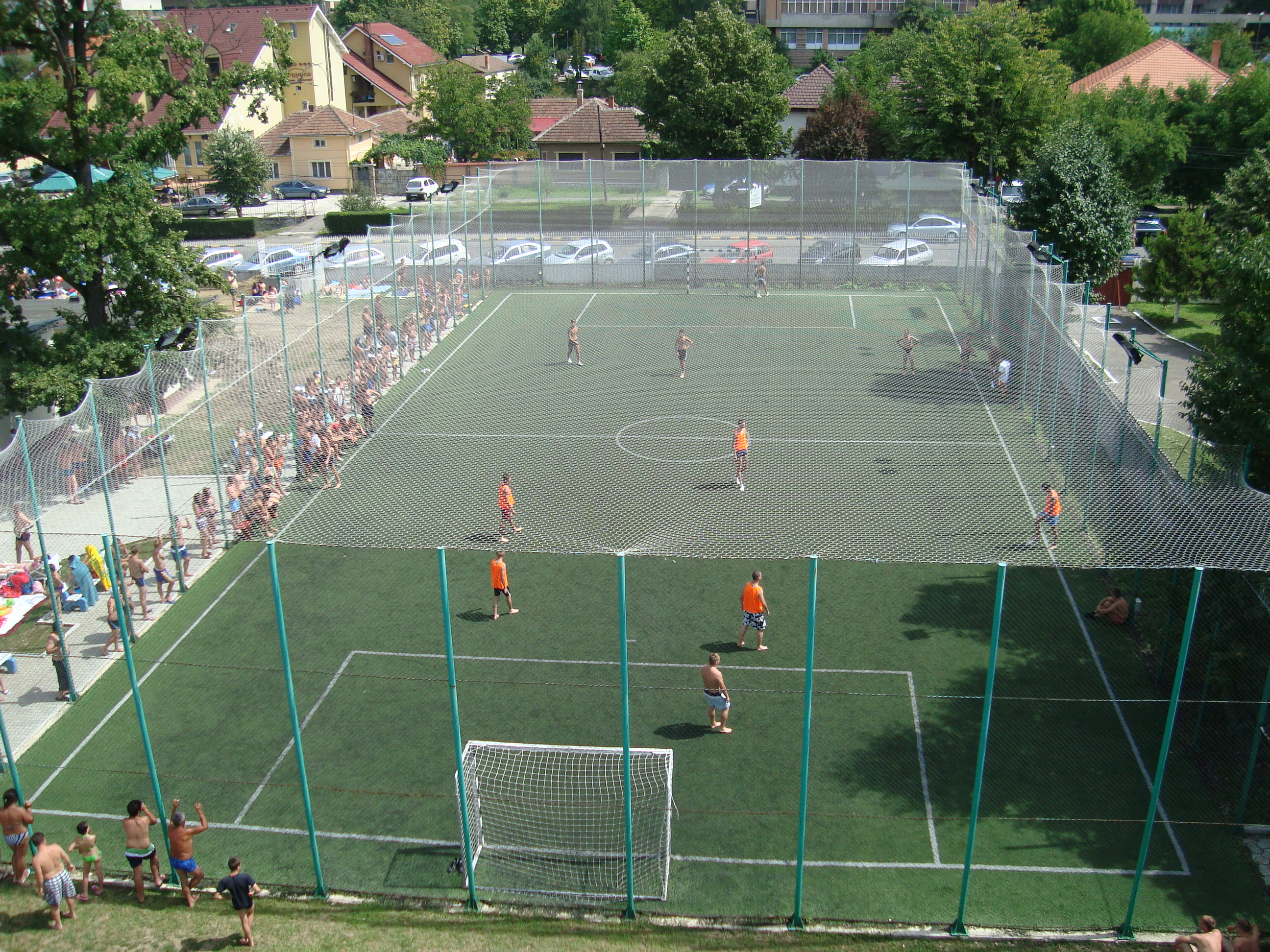
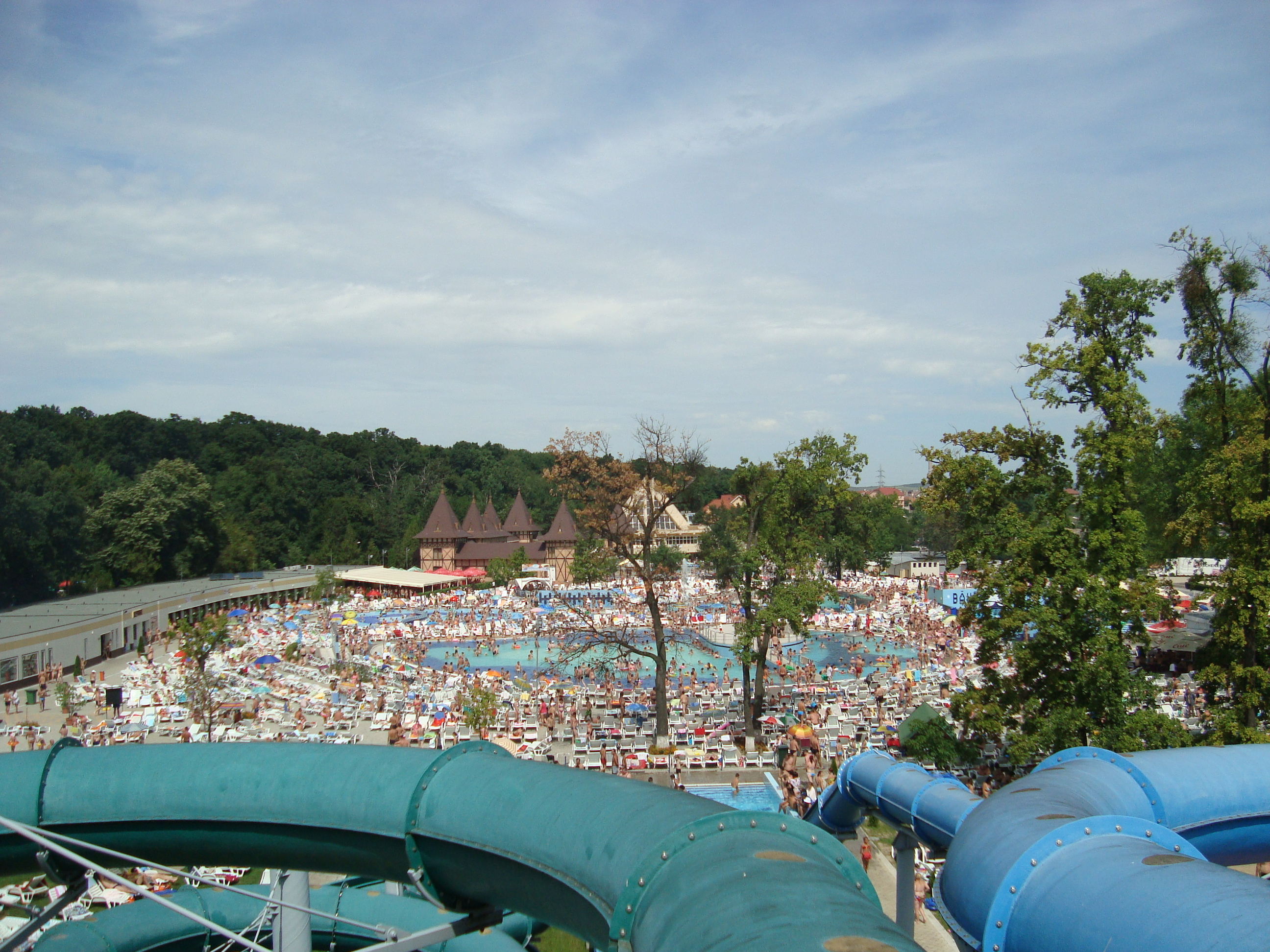